# アレクサンドル・ザポロージェツ
アレクサンドル・イワノヴィッチ・ザポロージェツ（ロシア語: Александр Иванович Запорожец、1899年8月3日（8月15日）‐1959年2月19日）は、ソビエト連邦の軍人（政治将校）。中将。

## 経歴
ツァリョーフカ村（現ヴォロシーロフグラード州ノヴォアイダルスキー地区）出身。
1918年から赤軍。1919年から共産党員。ロシア内戦時、当初兵卒として、後に政治委員として南部戦線で戦った。1920年、政治課程を修了。内戦終結後は、連隊、砲兵学校、科学研究所、狙撃師団の政治委員を務めた。1935年、V.I.レーニン名称軍事政治アカデミーを卒業。1938年1月、参謀本部政治委員、同年3月、モスクワ軍管区軍事会議議員、1940年9月、労農赤軍政治宣伝総局長、1941年3月、副国防人民委員。
1941年7月から南部戦線軍事会議議員、同年12月から最高司令部スタフカ全権代表兼ヴォルホフ戦線、レニングラード戦線の軍事会議議員。1942年10月から第60軍、第3打撃軍、第63軍の軍事会議議員。1944年2月から北カフカーズ軍管区、後にドン軍管区の軍事会議議員。
戦後、タヴリーダ軍管区政治担当副司令官、V.V.クイブイシェフ名称軍事技術アカデミー政治課長兼政治担当副校長。1956年、予備役編入。

## パーソナル
レーニン勲章2個、赤旗勲章4個、一等祖国戦争勲章を受章。